# Менчі-кацу
Менчі-кацу (яп. メンチカツ) — японська страва, панірований та смажений у формі котлети м'ясний фарш. Зазвичай використовують яловичину або свинину. Його часто подають у недорогих бенто та тейшоку (меню в японських ресторанах).

## Приготування
Фарш змішують з подрібленою цибулею, сіллю та перцем, далі формують котлету. З обох боків котлети наноситься борошно, потім вона вмочується у збиті яйця, панірується у хлібних крихтах, а потім смажать у фритюрі до золотистої скоринки. Використовують спеціальні панірувальні сухарі, панко, які спеціально зневоднені та мають грубішу структуру, ніж інші панірувальні сухарі. Кацу зазвичай подають з японським вустерським соусом або соусом тонкацу (вустерський соус, згущений з фруктово-овочевим пюре) і нарізаною капустою.

## Етимологія та історія
Вважається, що менчі-кацу походить від страви, що подавалася в ресторанах західної їжі в Асакукі, Токіо, в кінці XIX на початку XX століття. Спочатку страва називалася мінсу міто кацурецу (яп. ミンスミートカツレツ) від англ. minced meat cutlet (котлета з фаршу). На початку періоду Сьова, власник одного з м'ясних магазинів міста Кобе, назвав страву менчі-кацу, наслідуючи іншу західну страву англ. meatball (тюфтельки), яку тоді називали менчі бол.
Кацу може стосуватися будь-якої смаженої у фритюрі котлети з м'яса, покритої борошном, яйцем та паніруванням. Це приклад йошоку - страв або продуктів, адаптованих до західної кухні. Назва кацу сама по собі зазвичай відноситься до тонкацу, що виготовляють зі свинини.
Назва менчі-кацу використовується переважно у Східній Японії, на заході Японії цю страву частіше називають мінчі-кацу (яп. ミンチカツ).